# Mark (Dender)
De Mark (Frans: Marcq) is een zijriviertje van de Dender dat ontspringt in het bosgebied van het Bois de Silly en het Bois d'Enghien op de grens tussen de Henegouwse gemeenten Opzullik en Edingen. Vervolgens stroomt de Mark door de Markvallei in de Vlaams-Brabantse gemeenten Herne en Galmaarden (Pajottegem) en het Oost-Vlaamse Viane (Geraardsbergen) om in het Henegouwse Twee-Akren (Lessen) uit te monden in de Dender.
De naam Mark wijst er ook op dat het riviertje door een oud grensgebied stroomt (gotische marka betekent: een grens, een limiet). Ook het dorpje Mark bij Edingen is naar de rivier genoemd. Een deel van de Markvallei is een beschermd natuurgebied (Rietbeemd) en Natura 2000-gebied (Vallées de la Dendre et de la Marcq, Bossen van de Vlaamse Ardennen en andere Zuid-Vlaamse bossen, Hallerbos en nabije boscomplexen met brongebieden en heiden, Bos van Edingen en Bois de Silly).
In de vallei liggen verschillende watermolens: Hernemolen, Molen van Nerom, Molen Mertens.

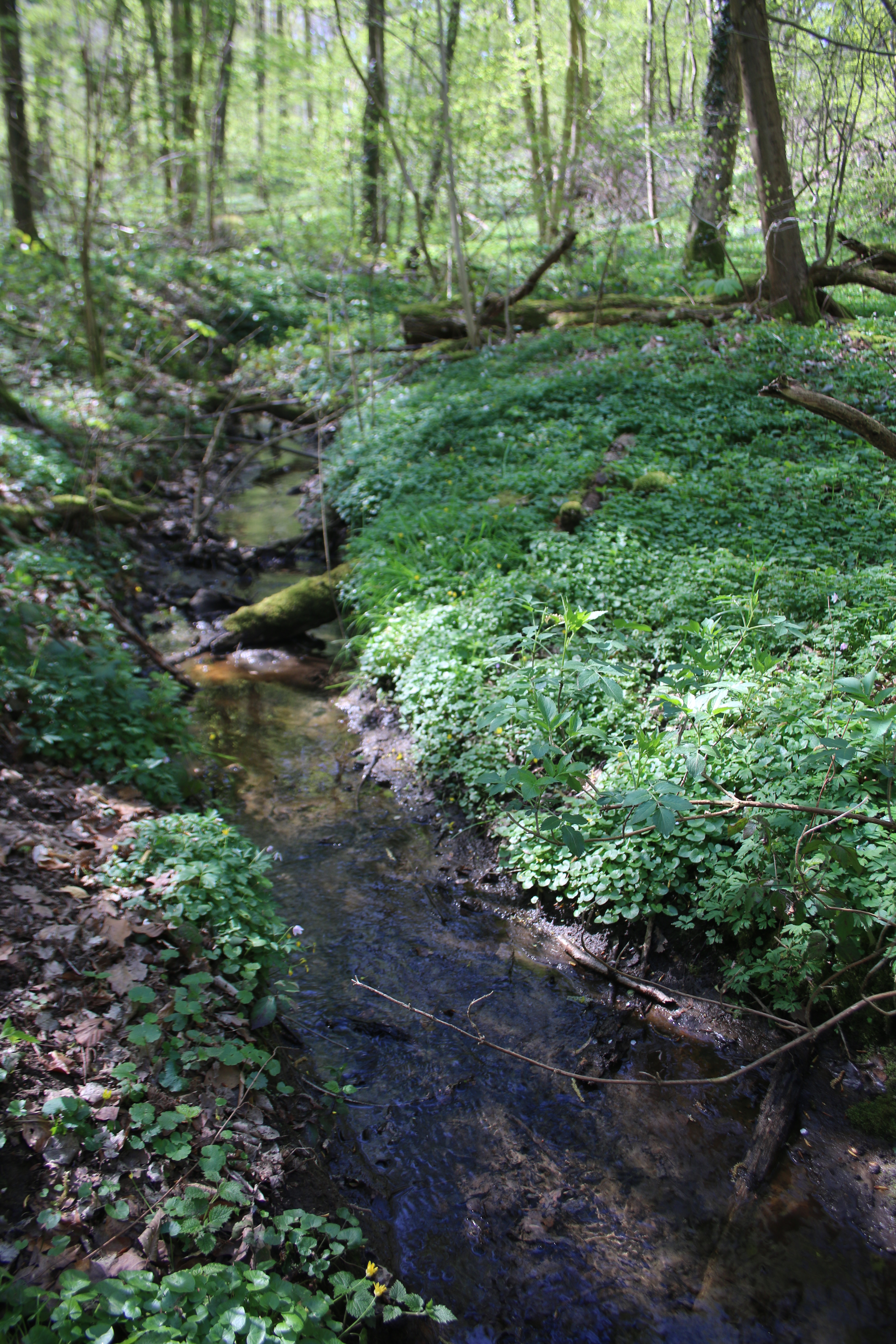
De Mark in het Bos van Edingen
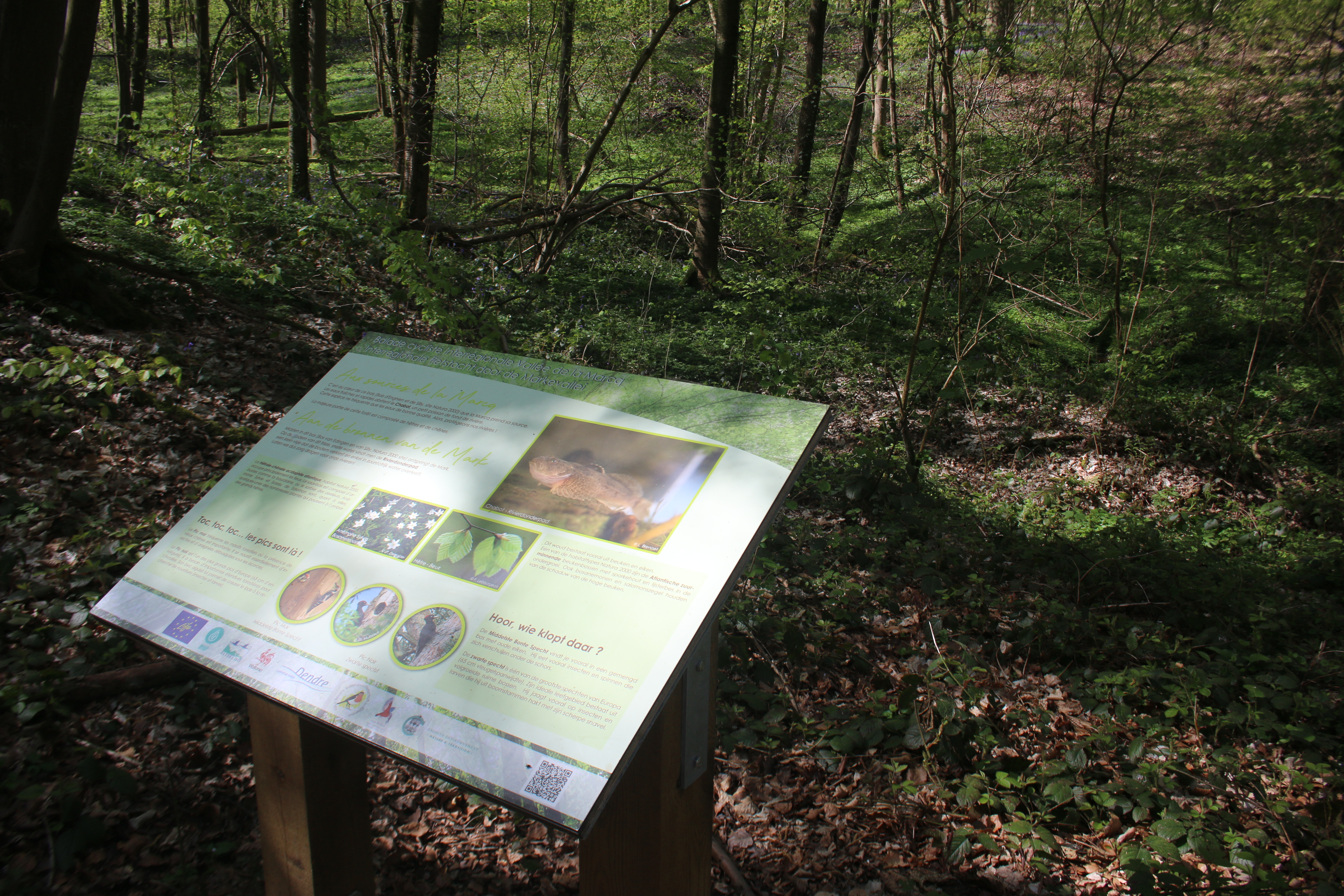
Bron van de Mark in het Bos van Edingen
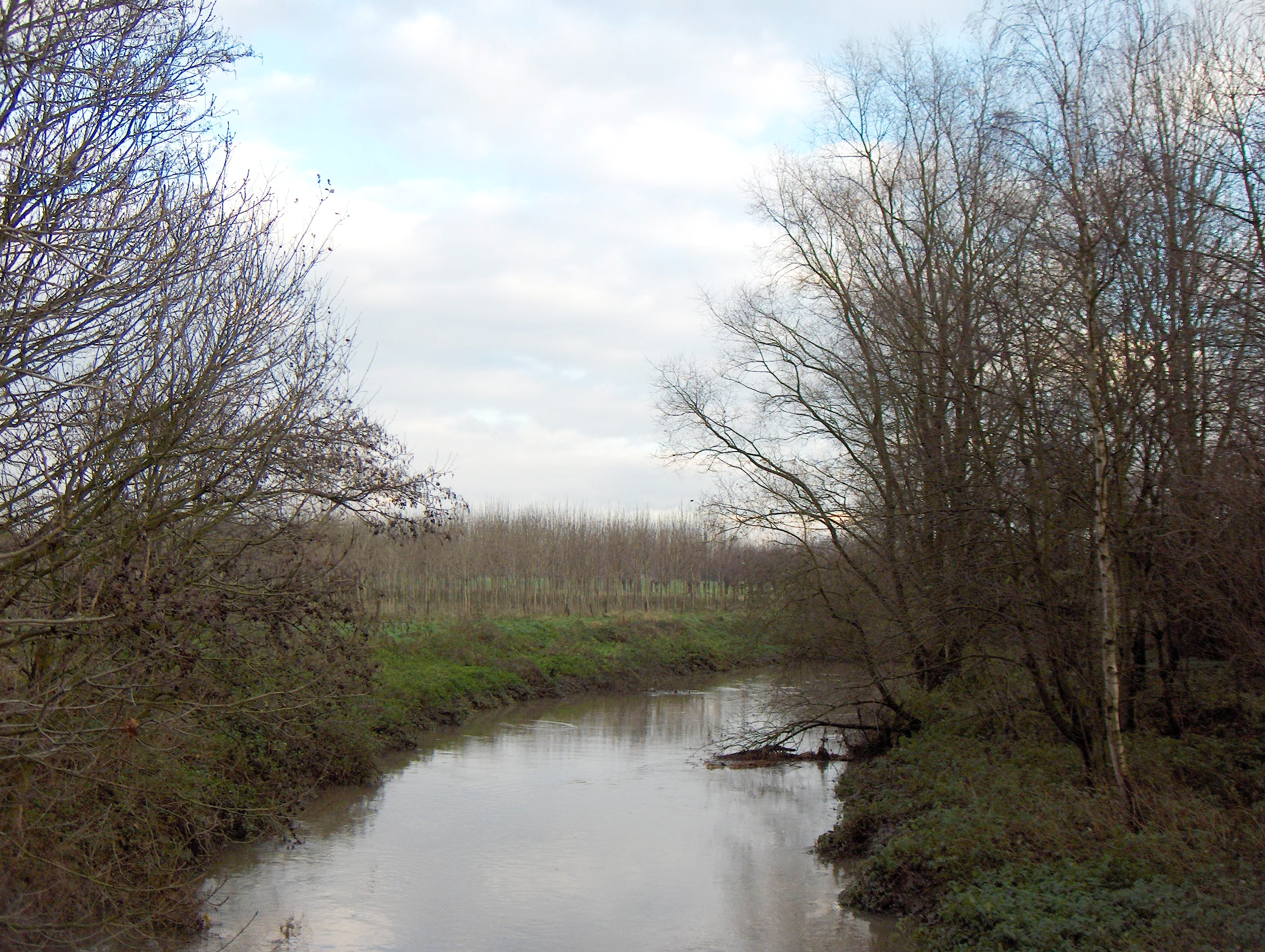
De Mark stroomopwaarts nabij Twee-Akren
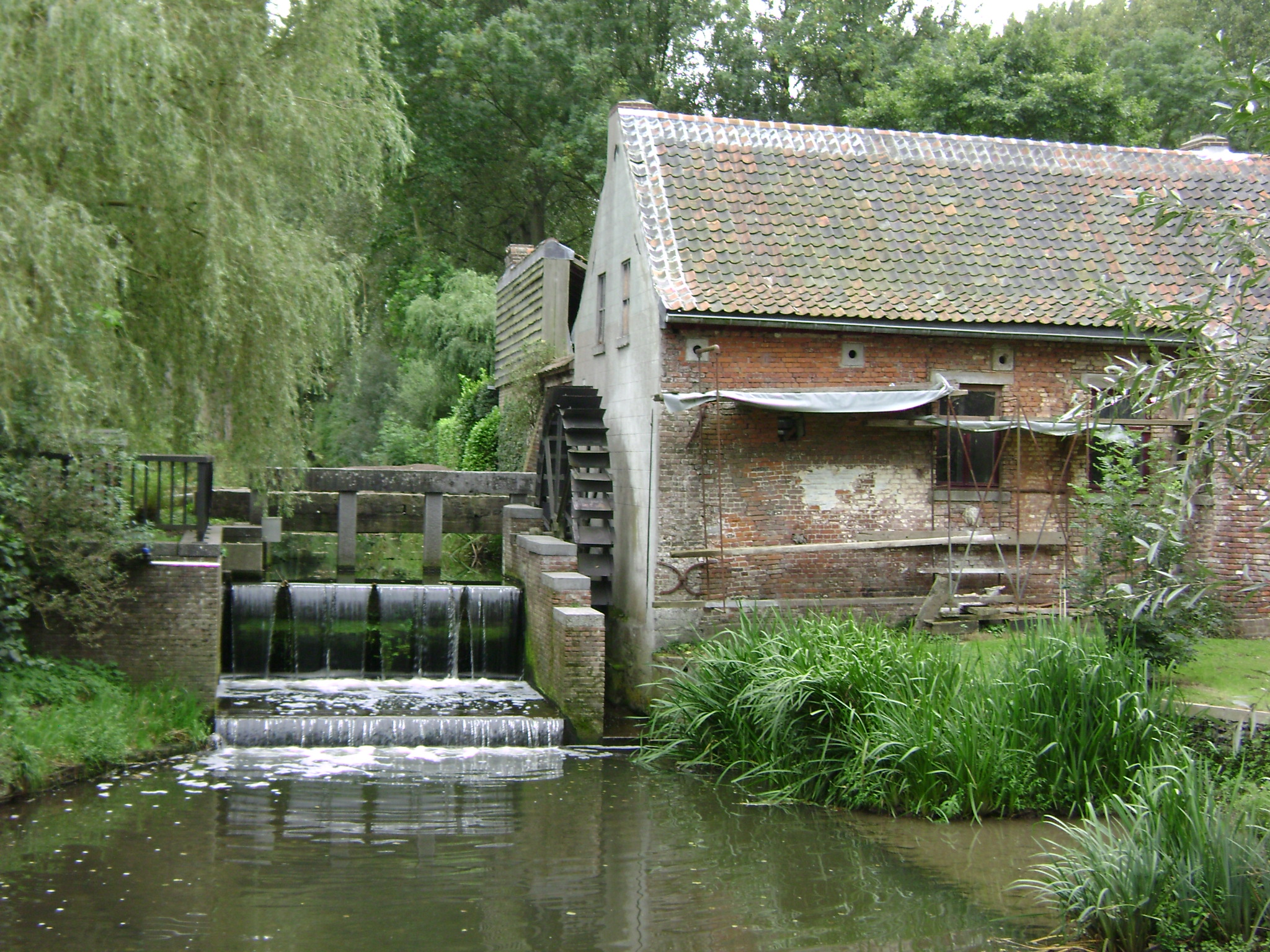
Molen op de Mark in Herne